# Amt Lensahn
Het Amt Lensahn is een Amt in de Duitse deelstaat Sleeswijk-Holstein. Het wordt gevormd door zeven gemeenten in de Kreis Oost-Holstein.
De bestuurstaken worden uitgevoerd door de gemeente Lensahn.

## Deelnemende gemeenten
- Beschendorf
- Damlos
- Harmsdorf
- Kabelhorst
- Lensahn
- Manhagen
- Riepsdorf